# Bulbophyllum thymophorum
Bulbophyllum thymophorum là một loài phong lan thuộc chi Bulbophyllum.